# Indijski potkontinent
Indijski potkontinent veliki je poluotok Azije koji se se u obliku trokuta prostire duboko na jug prema Indijskom oceanu.
Ovaj se poluotok naziva potkontinentom jer je nekada bio sastavni dio Gondvane koji se odvojio i spojio s Azijom. Većinu ovog potkontinenta zauzima visoravan Dekan, visine oko 500 metara. Na sjeveru ove visoravni je gorje Vindhya, a na istoku i zapadu su gorja Istočni i Zapadni Gati. Zapadni Gati dostižu visinu od 2700 metara nadmorske visine. Na krajnjem jugu poluotoka je Kanyakumari. Na zapadu, obala prema Arapskom moru obuhvaća Konkan i Malabarsku obalu. Na istoku je Bengalski zaljev.
U pogledu modernih geopolitičkih granica, indijski potkontinent čine: Indija, Pakistan, Bangladeš, Nepal i Butan, osim toga, sporazumno, otočna država Šri Lanka i drugi otoci Indijskog oceana, poput Maldiva. Prema Chrisu Brewsteru i Wolfgangu Mayrhoferu, indijski potkontinent čine: Indija, Pakistan, Bangladeš, Šri Lanka, Nepal i Butan. Brewster i Mayrhofer također tvrde da se s uključenim Afganistanom i Maldivima regija naziva Južna Azija. Na periferiji potkontinenta, uključujući Pakistan, Bangladeš, Kašmir i otočne lance Lakshadweep i Maldive, nalazi se brojno muslimansko stanovništvo, dok je središnje područje, uključujući veći dio Indije, Nepala i sjeverne Šri Lanke, pretežno hinduističko. Većina tih zemalja nalazi na Indijskoj ploči, neprekinutoj kopnenoj masi, pa su granice između dviju zemalja često ili rijeka ili ničija zemlja.